# Majdan (Tomaszów Lubelski)
Pour les articles homonymes, voir Majdan.
Majdan (prononciation [ˈmai̯dan]) est une localité de la gmina de Telatyn, du powiat de Tomaszów Lubelski, dans la voïvodie de Lublin, située dans l'est de la Pologne.
Elle se situe à environ 8 kilomètres au nord-est de Telatyn (siège de la gmina), 40 kilomètres à l'est de Tomaszów Lubelski (siège du powiat) et 124 kilomètres au sud-est de Lublin (capitale de la voïvodie).

## Administration
De 1975 à 1998, la localité était attachée administrativement à l'ancienne voïvodie de Zamość.

Depuis 1999, elle fait partie de la nouvelle voïvodie de Lublin.